# Горњи Жервохор
Горњи Жервохор (грч. Άνω Ζερβοχώρι, до 1940. грч. Νέο Ζερβοχώρι) је насељено место у општини Негуш у периферији Средишња Македонија, Грчка. Према попису из 2021. године било је 680 становника.
Село је изграђено 1932. године за грчке избегличке породице из Турске, које су добиле земљу пресушивањем Ениџевардарског језера. На попису из 1940. године имало је 513 становника.